# Grønbjerg (Ringive Sogn)
 For alternative betydninger, se Grønbjerg. (Se også artikler, som begynder med Grønbjerg)
Grønbjerg er en landsby i Sydjylland med 209 indbyggere i byområdet (2024). Landsbyen er beliggende otte kilometer sydvest for Give og 15 kilometer nordøst for Grindsted. Grønbjerg tilhører Vejle Kommune og er beliggende i Region Syddanmark.
Den hører til Ringive Sogn.